# Аутоиммунные заболевания
Аутоимму́нные заболева́ния (от др.-греч. αὐτός [autos] «сам; он самый» + «иммунный» — относящийся к иммунной системе) — обширный класс разнородных по клиническим проявлениям заболеваний, развивающихся вследствие патологической выработки аутоиммунных антител или размножения аутоагрессивных клонов киллерных клеток против здоровых, нормальных тканей организма, приводящих к повреждению и разрушению нормальных тканей и к развитию аутоиммунного воспаления.
В группе аутоиммунных насчитывается более 80 заболеваний.
Для больных аутоиммунными ревматическими болезнями, которые лечатся иммунодепрессантами, особенно важна вакцинация.

## Классификация
По механизму аутоиммунизации:
1. Органоспецифичные аутоиммунные заболевания — развиваются в связи с разрушением гистогематических барьеров органов, обособленных от иммунной системы. В результате иммунная система реагирует на неизменённые антигены этих органов, вырабатывая антитела и сенсибилизированные лимфоциты, в органах развиваются изменения по типу гиперчувствительности замедленного типа: инфильтрация ткани лимфоцитами, гибель паренхимы, в финале развивается склероз. К ним относятся аутоиммунный тиреоидит (болезнь Хасимото), энцефаломиелит, полиневрит, рассеянный склероз, идиопатическая аддисонова болезнь, асперматогения, симпатическая офтальмия и другие[источник не указан 499 дней].
2. Органонеспецифичные аутоиммунные заболевания — ведущими факторами являются нарушения в системе иммунобиологического надзора. Аутоиммунизация развивается по отношению к антигенам многих органов и тканей, в которых возникают изменения, характерные для гиперчувствительности как замедленного, так и немедленного типов. К данной группе относятся системная красная волчанка, ревматоидный артрит, системная склеродермия, дерматомиозит, вторичная тромботическая тромбоцитопеническая пурпура (болезнь Мошковича) и другие[источник не указан 499 дней].
3. Аутоиммунные заболевания промежуточного типа — миастения гравис, сахарный диабет I типа, тиреотоксикоз, синдром Шегрена, синдром Гудпасчера и др.[4]

## Возможные причины
Продукция патологических антител или патологических киллерных клеток может быть связана с инфицированием организма таким инфекционным агентом, антигенные детерминанты (эпитопы) важнейших белков которого напоминают антигенные детерминанты нормальных тканей организма хозяина. Именно по такому механизму развивается аутоиммунный гломерулонефрит после перенесённой стрептококковой инфекции или аутоиммунные реактивные артриты после перенесённой гонореи.
Аутоиммунная реакция может быть также связана с вызванной инфекционным агентом деструкцией или некрозом тканей или изменением их антигенной структуры так, что патологически изменённая ткань становится иммуногенной для организма хозяина. Именно по такому механизму развивается аутоиммунный хронический активный гепатит после перенесённого гепатита B.
Третья возможная причина аутоиммунной реакции — нарушение целостности тканевых (гисто-гематических) барьеров, в норме отделяющих некоторые органы и ткани от крови и, соответственно, от иммунной агрессии лимфоцитов хозяина. При этом, поскольку в норме антигены этих тканей в кровь вообще не попадают, тимус в норме не производит негативной селекции (уничтожения) аутоагрессивных лимфоцитов против этих тканей. Но это не мешает нормальному функционированию органа до тех пор, пока цел тканевой барьер, отделяющий данный орган от крови.
Именно по такому механизму развивается хронический аутоиммунный простатит: в норме простата отделена от крови гемато-простатическим барьером, антигены ткани простаты в кровь не попадают, тимус не уничтожает «антипростатические» лимфоциты. Но при воспалении, травме или инфицировании простаты нарушается целостность гемато-простатического барьера и может начаться аутоагрессия против ткани простаты.
По похожему механизму развивается аутоиммунный тиреоидит, так как в норме коллоид щитовидной железы в кровь также не попадает (гемато-тиреоидный барьер), в кровь высвобождается лишь тиреоглобулин со связанными с ним T3 и T4.
Известны случаи, когда после тяжёлой травмы глаза человек быстро теряет и второй глаз (т. н. симпатическая офтальмия): иммунные клетки воспринимают ткани здорового глаза как антиген, поскольку перед этим они лизировали остатки тканей разрушенного глаза.
Аутоиммунное бесплодие вызывается антиспермальными антителами, которые образуются при повреждении гемато-тестикулярного барьера. Согласно некоторым данным, у гомосексуалов, занимающихся незащищённым анальным сексом, выше распространённость антиспермальных антител, согласно другим данным, гомосексуальность не является фактором риска для образования АСА.
Четвёртая возможная причина аутоиммунной реакции организма — гипериммунное состояние (патологически усиленный иммунитет) или иммунологический дисбаланс с нарушением «селекторной», подавляющей аутоиммунитет, функции тимуса или со снижением активности T-супрессорной субпопуляции клеток и повышением активности киллерных и хелперных субпопуляций.

## Механизм развития
Аутоиммунные заболевания вызваны нарушением функции иммунной системы в целом или её отдельных компонентов.
В частности, доказано, что в развитии системной красной волчанки, миастении или диффузного токсического зоба, задействованы Т-лимфоциты супрессоры. При этих заболеваниях наблюдается снижение функции этой группы лимфоцитов, которые в норме тормозят развитие иммунного ответа и предотвращают агрессию собственных тканей организма. При склеродермии наблюдается повышение функции Т-лимфоцитов помощников (Т-хелперы), что в свою очередь приводит к развитию избыточного иммунного ответа на собственные антигены организма. Не исключено, что в патогенезе некоторых аутоиммунных заболеваний задействованы оба эти механизма, равно как и другие типы нарушений функции иммунной системы.

## Особенности
Большинство аутоиммунных заболеваний являются хроническими. В их развитии есть периоды: полной ремиссии, обострений и ремиссий. Как правило, хронические аутоиммунные заболевания приводят к серьёзным нарушениям функции внутренних органов и инвалидизации больного. Аутоиммунные реакции, сопровождающие различные заболевания или приём медикаментов, напротив, кратковременны и исчезают вместе с заболеванием, вызывающим их развитие.

## Лечение
Иммуносупрессоры: азатиоприн, преднизолон, тимодепрессин, циклофосфамид, циклоспорин.
Биологически активные агенты (считается наиболее перспективным): блокаторы ФНО-α (инфликсимаб, адалимумаб, этанерцепт), блокаторы CD40-рецепторов: ритуксимаб (мабтера), блокаторы дифференцировки T-лимфоцитов (галофугинон).
Иммуномодуляторы: альфетин, кордицепс.

## Аутоиммунные заболевания и вакцинация
Поскольку в XXI веке активно развивалось создание и внедрение в клиническую практику вакцин различной направленности как эффективного метода предупреждения инфекций, наличие большинства хронических заболеваний, в первую очередь аутоиммунного генеза (например, ревматические заболевания), рассматривалось врачами как противопоказание к иммунизации. «Ведущая роль в развитии аутоиммунных реакций в ответ на действие инфектогена отводится феномену антигенной (или молекулярной) мимикрии, — указывают Б. С. Белов и другие авторы. — Сущность данного феномена заключается в том, что если у компонентов вакцины и макроорганизма имеются общие антигенные детерминанты, то инициируемый иммунный ответ может в результате привести к формированию перекрёстных реакций с подобными аутоантигенами тканей, поражаемых у человека. Отличительной особенностью данного феномена является сохранность аутоиммунных реакций даже после того, как возбудитель и его антигены будут удалены из макроорганизма. Предполагается, что в развитии данного эффекта задействованы изменение антигенной структуры белковых молекул „хозяина“, экспрессия „спящего“ гена, высвобождение из клеток неизменённого белка в большом количестве (вирусопосредованная токсичность), высокая локальная концентрация цитокинов».
В конце 1970-х годов в рамках Национальной программы США по иммунизации против гриппа была подтверждена эффективность и безопасность моно- и бивалентной вакцин для пациентов с системной красной волчанкой в неактивной фазе заболевания. Аналогичные исследования больных с ревматоидным артритом позднее велись в Японии, США, Швеции.
Однако по-прежнему[когда?]

 остаётся дискуссионным вопрос о том, повышает ли вакцинация частоту аутоиммунных заболеваний, как влияют на это нарастающее количество схем вакцинации и иммунизация в различных возрастных группах.